# Lianshi (köpinghuvudort i Kina, Zhejiang Sheng, lat 30,71, long 120,42)
Lianshi är en köpinghuvudort i Kina. Den ligger i provinsen Zhejiang, i den östra delen av landet, omkring 56 kilometer nordost om provinshuvudstaden Hangzhou. Antalet invånare är 87 255. Befolkningen består av 43 520 kvinnor och 43 735 män. Barn under 15 år utgör 10,0 %, vuxna 15-64 år 75 %, och äldre över 65 år 13,0 %.
Runt Lianshi är det mycket tätbefolkat, med 1 056 invånare per kvadratkilometer. Närmaste större samhälle är Nanxun, 17,8 km norr om Lianshi. Trakten runt Lianshi består till största delen av jordbruksmark.
Genomsnittlig årsnederbörd är 1 675 millimeter. Den regnigaste månaden är juni, med i genomsnitt 253 mm nederbörd, och den torraste är november, med 62 mm nederbörd.